# Polonovski-Reaktion
Die Polonovski-Reaktion ist eine Umlagerungsreaktion der Aminoxide mit Acetanhydrid oder, wie in diesem Beispiel, mit Acetylbromid (R4 = CH3). Bei dieser Reaktion werden aus den Aminoxiden Amide als Produkt erhalten. Dabei wird eine Alkyl-Stickstoffbindung gespalten. Sie ist benannt nach dem russisch-französischen Chemiker Max Polonovski (1861 – 1939).

## Mechanismus
Man geht davon aus, dass zunächst das stark negativ geladene Aminoxid-Sauerstoffatom vom Acetylbromid  elektrophil angegriffen wird und eine Ester-artige positiv geladene Verbindung entsteht. Nun wird eine Alkylgruppe von einem Bromid-Ion deprotoniert und es entsteht unter Abspaltung eines Acetat-Ions ein Iminium-Kation. Der Angriff eines Moleküls Acetylbromid (R4 = CH3) führt dann zu einem Halbaminal. Nun wird das Stickstoffatom erneut von einem Molekül Acetylbromid angegriffen und das Halbaminal zerfällt zu einem Amid und einem Aldehyd, dabei wird erneut Acetylbromid (R4 = CH3) abgespalten.

## Varianten
Wenn man die Reaktion mit Trifluoressigsäureanhydrid durchführt bleibt die Reaktion auf der Stufe des Iminium-Ions stehen und steht damit anderen chemischen Reaktionen zur Verfügung. Diese Reaktion wird auch als Potier-Polonovski-Reaktion bezeichnet.